# Klášter Blanche
Klášter Blanche (fr. Abbaye Blanche) je cisterciácký klášter v normandské vsi Mortain.
Zakladatelkou kláštera byla Adelina, sestra kazatele, poustevníka a církevního reformátora Vitalise ze Savigny, bývalého kaplana Roberta z Mortain. Klášter navazoval na benediktinský řád a roku 1147 se opatství připojilo k novému řádu cisterciáků.
Prostý klášterní kostel byl postaven ve tvaru latinského kříže se širokým transeptem v raně gotickém anjouovském stylu. V původní podobě se přes pozdější stavební úpravy dochovala kapitula, sklepení a klášterní budovy.